# Yutz
Yutz è un comune francese di 16 621 abitanti situato nel dipartimento della Mosella nella regione del Grand Est.

## Storia

### Simboli
Lo stemma del comune si blasona: fasciato d'azzurro e d'oro. 
Sono le armi dei Meilbourg, i più antichi signori del luogo. La famiglia di Meilbourg (o Milberg, Milburg e talvolta Mirabel), ramo della casa di Rodemack, si estinse all'inizio del XV secolo. Lo stemma dei Rodemack si presentava "fasciato d'oro e d'azzurro di sei pezzi". La Commissione araldica della Mosella (Commission Héraldique de la Moselle), per differenziare le due casate, attribuì a quella di Meilbourg anche la variante d'oro a tre fasce d'azzurro.
Questo comune è stato creato il 24 dicembre 1970 dall'unione di Basse-Yutz e Haute-Yutz. Haute-Yutz aveva lo stesso stemma attualmente in uso ma caricato di una spada, simbolo di giustizia per ricordare l'antico nome della località (Judicium in latino), nome che deve la sua origine al Concilio che lì si riunì nell'844, dopo la spartizione dell'impero di Carlo Magno. Drogone vescovo di Metz e altri ecclesiastici riuniti convocarono i tre re eredi dell’Impero carolingio, Carlo il Calvo, Ludovico II il Germanico e Lotario I, nella chiesa di Yutz, con lo scopo di concordare un modus vivendi che assicurasse la pace ed appianasse i contrasti.

## Società

### Evoluzione demografica
Abitanti censiti